# 坪内一樹
坪内 一樹（つぼうち かずき、1973年9月12日 - ）は、鹿児島テレビ放送のアナウンサー、アナウンス部長。既婚。

## 略歴
- 東京都東大和市出身。小学生の時に練馬区へ転居。ただし、坪内は祖父母が鹿児島県枕崎市に住んでいる事を以前のブログで明らかにしている（坪内と言う名字も鹿児島に多い）。東京都立国際高等学校、日本大学芸術学部卒業後、1996年にKTS入社。
- 2000年頃から『めざましテレビ』で鹿児島担当のリポーターを務める。『めざましテレビ』の芸能コーナーを担当するフジテレビアナウンサーの軽部真一にキャラがそっくりなことから「小軽部（こかるべ）」と呼ばれ、「花と小父さん」と呼ばれたテレビ長崎・松永友幸（現在は異動）が『めざましテレビ』を降板するのと入れ替わるように頭角を現した。
- 以後、軽部の夏休み中には代理として蝶ネクタイ着用で2001年夏・2002年夏、2004年夏・2006年夏に出演してきた（但し（2003年）夏（8月25日～29日）、本来であればこの年も出演予定だったが多忙のため出演はなし。翌年（2004年）春（5月17日～21日）は新婚旅行でお休みを取った。軽部のピンチヒッターを務めていた）。2005年度（8月8日 - 12日）は軽部と大塚範一（当時総合司会）が同時に夏休みとなり、テレビ宮崎・高橋巨典（2007年3月で降板）とのピンチヒッター、夢の共演となった。『めざましテレビ』の中継リポーターである坪内、高橋と仙台放送の柳沢剛（2006年3月で降板）の3人は、「めざまし地方アナBIG3」と呼ばれていた。2006年度まで、KTSで放送されている『めざましテレビ』の番宣では｢軽部さん｣と大塚・高島彩（当時フジテレビアナウンサー）から呼ばれ、坪内が突っ込むものであった。
- 2007年3月放送の北海道文化放送『ともだっち〜ず』の「全国酒めぐり 鹿児島県編」ロケにも登場したが、2007年4月3日放送の「アミーゴ伊藤のはらぺこ!うマイレージ」の中継を最後に、7年間担当した『めざましテレビ』の中継から降板した。なお、この中継には軽部もVTRでゲスト出演している（後任は上片平健）。
- 全国的には「小軽部」として人気を誇った坪内だが、地元の鹿児島では司会を務めた番組が中々定着せず、苦悩する日々が続いた。実際に『スーパーニュースイマジン』、『情報WIDE つぼチャンネル』など彼がメインを務めた番組は長続きしなかった。
- その後2011年3月28日より、22年半夕方のキャスターを務めた先輩の山本慎一から『KTSスーパーニュース』のキャスターを引き継ぐ。山本は入社から間もない時点で夕方ニュースへ出演していたが、坪内は入社16年目でキャスターへ就任した。
- 2015年5月29日には、『FNNスピーク』全国ネットで口永良部島の報道特別番組としてキャスターとして久々の出演を果たした。

## 現在の担当番組
- KTS Live News（2019.4.1 - ）
- KTSニュース

## 過去の担当番組
- KTSプライムニュース（2018.4.2 - 2019.3.29）
- みんなのニュース かごしま→KTSみんなのニュース（2015.3.30 - 2018.3.30）
- KTSスーパーニュース（2011.3.28 - 2015.3.27）
- デルフォイの神託 メイン司会（2010.4-2011.3）
- めざましテレビ 中継リポーター（2000.4-2007.4.3）
- スーパーニュースイマジン メインキャスター（2006.4-2007.3）
- 情報WIDE つぼチャンネル メインキャスター（2007.4-2009.3）
- めざましテレビ公認 わがまま!気まま!旅気分 ナビゲーター（KTS制作分、2001-2006）